# Bart Spring in 't Veld
Bart Spring in 't Veld (Roelofarendsveen, 18 september 1976) is een Nederlandse televisiemaker en journalist. Hij verwierf nationale bekendheid als winnaar van de eerste versie van Big Brother in 1999.

## Biografie

### Jeugd en opleiding
Spring in 't Veld was de winnaar van de eerste Nederlandse Big Brother-competitie in 1999. Zijn sociale vaardigheden heeft hij in 1994 opgedaan als uitwisselingsstudent in Richmond, Missouri in de VS. Hij heeft gestudeerd aan de Fontys Hogeschool Journalistiek in Tilburg en in Utrecht, maar hij heeft geen van beide studies voltooid. Daarnaast is hij beroepsmilitair geweest.

### Radio, evenementen en journalistiek
Vanaf 17 april 2000 tot en met 14 mei 2004 was hij elke werkdag tussen 6:00 en 9:00 uur op 3FM samen met Fred Siebelink te horen in Stenders vroeg, het ochtendprogramma van Rob Stenders. In 2001 zat hij korte tijd in het Big Diet Huis. Ook speelde hij een rol in de televisieserie Costa! en organiseerde hij evenementen in Loon op Zand. Op RTL heeft hij korte tijd het programma Ken 't gezelliger gepresenteerd. Met Willem Oltmans dook hij de onderzoeksjournalistiek in. Hij presenteert enige jaren het jeugdprogramma Rauwkost, eerst op Stadsomroep Utrecht, later op RTV Utrecht. In 2005 wordt hij ontslagen, nadat hij ongeoorloofd de tuinen van Paleis Soestdijk binnendrong om de leegstand aan te kaarten. Daarnaast was hij correspondent voor het Utrechts huis-aan-huisblad Ons Utrecht.

### Hotel Big Brother
In 2006 doet hij mee in een nieuwe charitatieve Big Brother-competitie op Talpa: Hotel Big Brother, gepresenteerd door Caroline Tensen. Deze keer zit hij in Aalsmeer opgesloten met bekende Nederlanders als Monique Sluyter, Viola Holt, Bonnie St. Claire, Gert Timmerman, Frank Awick en Kelly van der Veer. Het te steunen goede doel is een nieuw Mappa Mondo Huis voor het Rode Kruis. In het programma ontpopt hij zich als een sterk organisator en regelneef. Op 6 februari verlaat hij het huis echter voortijdig. Hij wil er op zijn website weinig over kwijt: De tweede keer BB is gewoon niet goed voor je, omdat je al precies weet wat je moet verwachten. En het werd natuurlijk ook een heel ander spelletje dan het ‘normale’ Big Brother. Hoewel ‘natuurlijk’... er heeft bijna niemand gekeken, dus ik neem het je niet kwalijk als je niet weet waar ik het over heb.

### Kritische noot
Sinds zijn winst in de eerste Big Brother heeft hij geprobeerd om van het imago af te komen dat tijdens de show was gecreëerd en "zijn leven stal".
In een interview met het Britse dagblad The Times in 2008 onthulde Spring in 't Veld dat hij op dat moment vijf breakdowns achter de rug had in de acht jaar daarvoor wanneer hij trachtte zijn privacy terug te krijgen. Hij heeft nu een afkeer van dergelijke realityseries en is er niet trots op dat hij meegewerkt heeft met Big Brother, wat onder andere te lezen is in de volgende Engelstalige quote:
If it's true that I helped to create that mindless monster, I'm not too proud of it...Big Brother took away the need to make inspiring programmes and replaced them with mindless chatter. It's time to put it in a museum for weird artefacts of television history.— "Big Brother Stole My Life", The Times, 2008
Dat te vertalen is naar:
Als het zo is dat ik geholpen heb om dit hersenloze monster te creëren, dan ben ik daar niet trots op...Big Brother heeft de noodzaak weggenomen om inspirerende programma's te maken en heeft deze vervangen door hersenloos gebabbel. Het is tijd om het programma in een museum te stoppen voor rare artefacten van de geschiedenis van televisie.

### Huidige leven
Sinds april 2006 werkte Spring in 't Veld als 'Mutzeketier' bij de Brabantse regio-tv 'TV&Co'. 'Mutzeketiers' is een jongerenprogramma waarin men hem volgt in zijn zoektocht naar scholen, kroegen en disco's in heel Noord-Brabant. In feite zet hij hetzelfde programma neer dat hij ook deed bij RTV Utrecht. Ook zijn typetje Dr Ramstein keert terug.
Spring in 't Veld is werkzaam geweest bij verkeersveiligheidsorganisatie Team Alert. Hiervoor bezocht hij middelbare scholen om te debatteren over verkeersveiligheid. Tegenwoordig is Bart Spring in 't Veld werkzaam als accountmanager e-learning.
In 2008 was Spring in 't Veld presentator en een van de makers van het internet-only project "The Bunker Online", waarin een extreme vorm van Big Brother (Opgesloten in een donkere bunker) gespeeld werd. De bunker lag gelegen in de kelder van het huis van Johan Vlemmix. Op aandringen van Spring in 't Veld was The Bunker Online een productie in samenwerking met FOK, waardoor daar (net zoals bij BB1 in 1999) de realityshow kon worden besproken.
In 2013 en 2014 heeft Spring in 't Veld wekelijks een column geschreven over het Nederlands voetbalelftal voor een website over voetbal.